# Trachemys scripta elegans
La jicotea elegante (Trachemys scripta elegans), también conocida como galápago de Florida, o tortuga de orejas rojas, es una subespecie de tortuga semiacuática perteneciente a la familia Emydidae, originaria de la región que comprende el sureste de los Estados Unidos y el noreste de México, aunque en la actualidad se encuentra en muchas otras partes del mundo por su comercio como mascota.
Se les llama tortugas japonesas, a pesar de que no son originarias de Japón. Se piensa que se les pudo asignar este nombre debido a que dentro del ojo tiene una pequeña raya horizontal negra, que les da la apariencia de tener los ojos rasgados.
Esta subespecie se ha convertido en la tortuga más comercializada y en una de las mascotas más populares en los últimos años debido, entre otros factores, a que su cuidado es relativamente sencillo. Se ha vuelto muy popular en numerosos países. Está incluido en la lista 100 de las especies exóticas invasoras más dañinas del mundo de la Unión Internacional para la Conservación de la Naturaleza. 
Debido a su potencial colonizador y constituir una amenaza grave para las especies autóctonas, los hábitats o los ecosistemas, esta especie ha sido incluida en el Catálogo Español de Especies Exóticas Invasoras, regulado por el Real Decreto 630/2013, de 2 de agosto, estando prohibida en España su introducción en el medio natural, posesión, transporte, tráfico y comercio.

## Taxonomía
La tortuga de orejas rojas pertenece al orden de los Testudines, conformada por cerca de doscientas cincuenta especies de tortugas. Es una subespecie de la Trachemys scripta. Antiguamente, estas tortugas eran clasificadas con el nombre de Chrysemys scripta elegans.
Dos subespecies más se engloban dentro de la especie Trachemys scripta: T. s. scripta y T. s. troostii.

## Anatomía
El caparazón de esta especie puede alcanzar hasta los 30 cm de longitud, aunque se han encontrado ejemplares de más de 40 cm, pero en promedio miden de 12 a 20 cm. Las hembras suelen ser un poco más grandes que los machos. Llegan a vivir entre veinte y treinta años, algunos ejemplares incluso llegaron a vivir más de cuarenta. Al estar en cautividad su vida suele ser más larga. La calidad del hábitat en el que se encuentren también influye en su esperanza y calidad de vida.

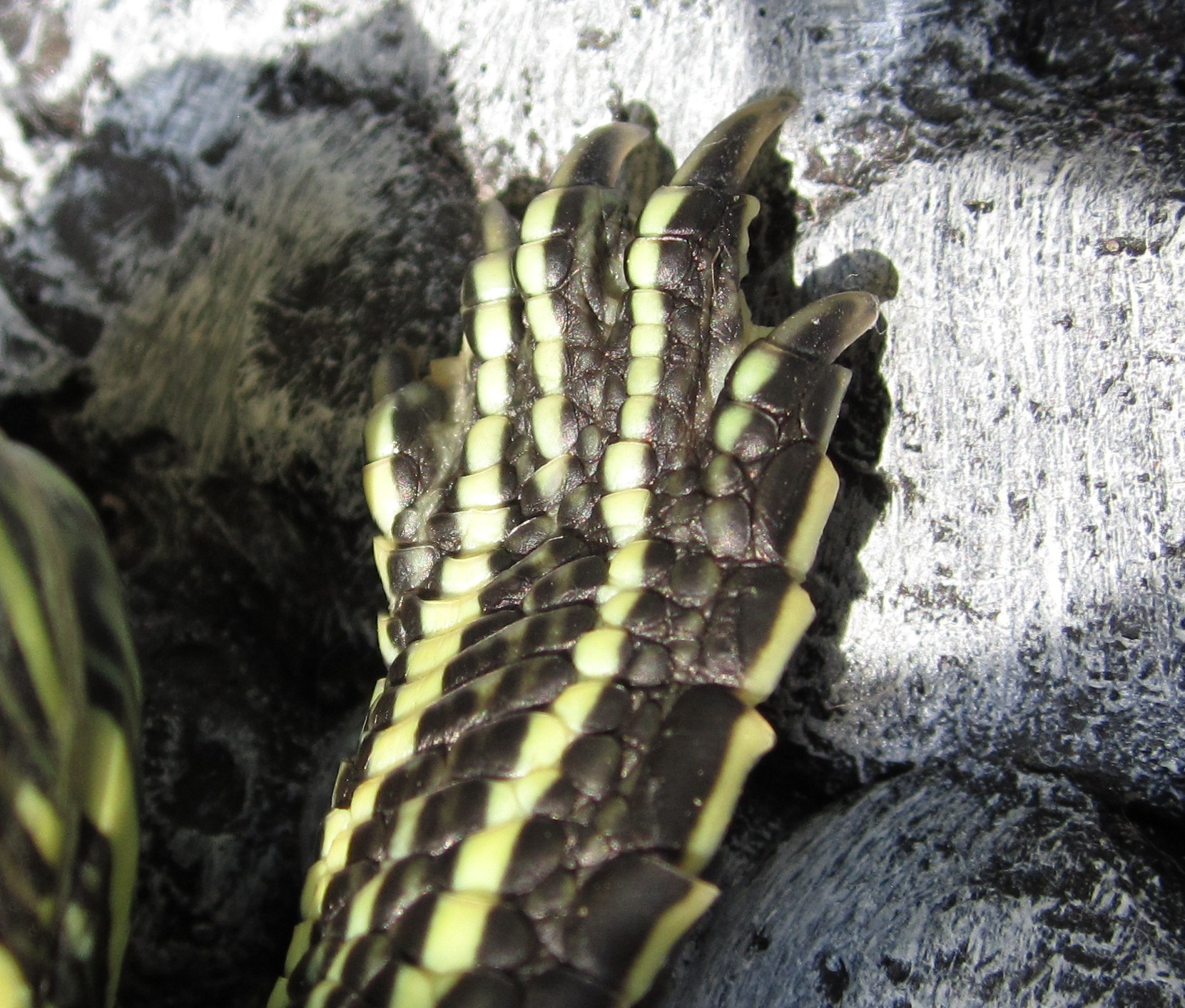
Pata de tortuga hembra, nótese las garras.

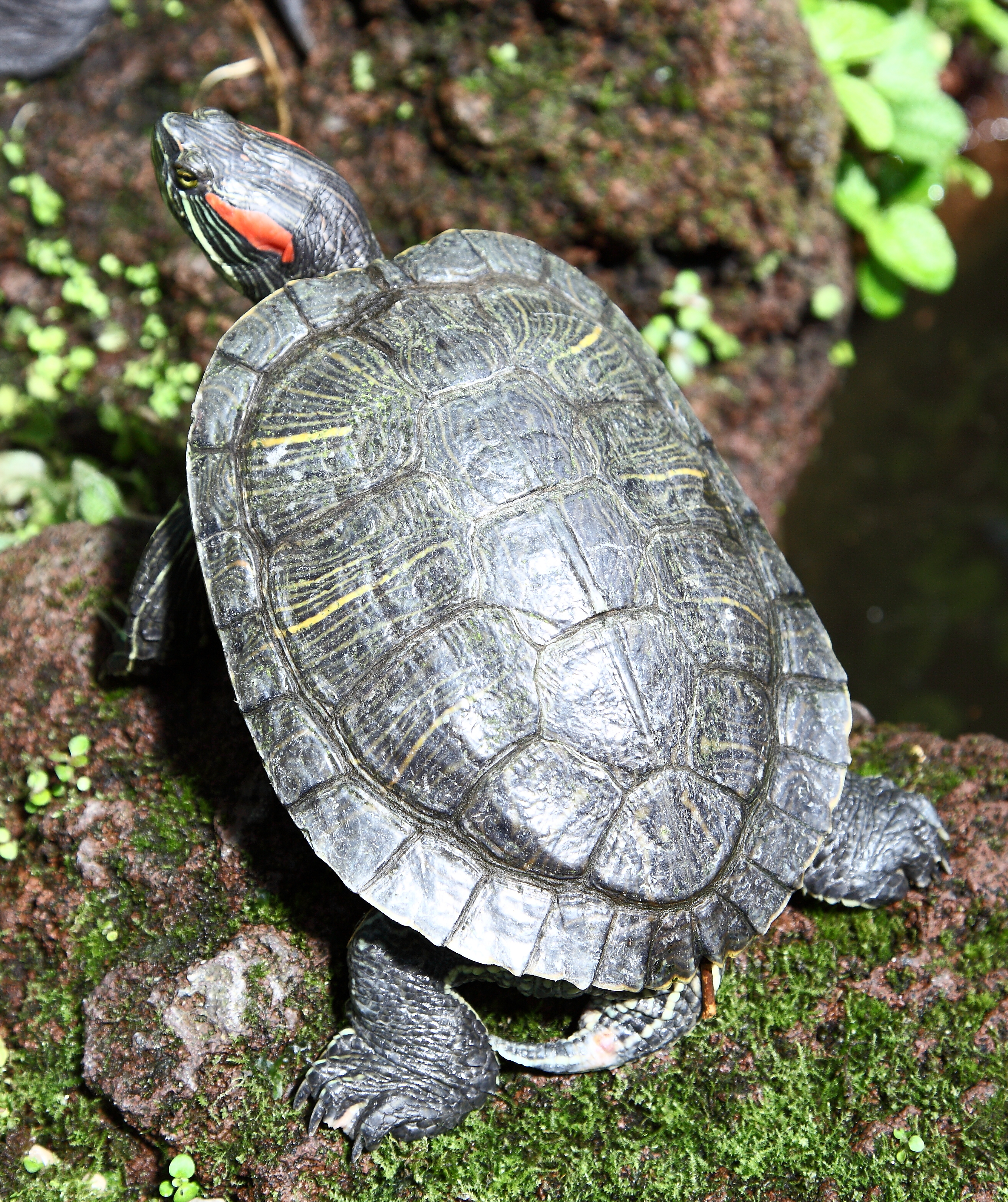
La tortuga puede retraer su cabeza y sus miembros dentro del caparazón si se encuentra en peligro.

Las gigotea elegante son reptiles, por lo tanto son poiquilotermas, es decir, son animales de sangre fría, por lo que no pueden controlar por sí solos la temperatura de su cuerpo, así que dependen por completo de la temperatura del ambiente. Es por esto que necesitan tomar continuamente baños de sol para calentarse y mantener su temperatura interna. Si no logran mantenerse por encima de un umbral mínimo de 21 C° de temperatura, es posible que no puedan realizar su digestión y defecación con normalidad.
Su caparazón se compone de dos secciones: la superior, conocida como caparazón dorsal, y la inferior, también llamada caparazón ventral. En la superior se encuentra un escudo vertebral, que es la parte central del mismo y generalmente está un poco más levantada; un escudo costal, que se encuentra a ambos lados del escudo vertebral, está conformada por varias placas óseas y es la parte principal del caparazón; y un escudo marginal, que es el borde del caparazón y rodea completamente al escudo costal. La parte inferior es llamada plastrón o pecho y cubre toda la parte baja de la tortuga. El caparazón puede ser de diferentes colores. En las tortugas más jóvenes o recién nacidas, es de color verde hoja, y conforme van creciendo se oscurece un poco hasta volverse de un verde muy oscuro, para más tarde tomar un tono entre marrón y oliva. El plastrón siempre es de color amarillo claro. Todo el escudo está cubierto con rayas y manchas que en la naturaleza le ayudan a camuflarse mejor.
La tortuga además cuenta con un sistema óseo complejo, con cuatro miembros semipalmeados que le ayudan a nadar y que pueden salir del caparazón o retraerse en él, al igual que la cola. Su cabeza de la misma forma puede introducirse completamente dentro del caparazón. El nombre de esta especie, tortuga de orejas rojas, se debe a las dos manchas de color rojo ladrillo que se localizan en la parte posterior de sus ojos, en la posición donde se encontrarían las orejas, aunque estas manchas se van decolorando con el paso del tiempo. Algunos individuos también pueden tener una pequeña mancha de este color en la parte superior de la cabeza. En realidad la tortuga japonesa no tiene orejas, para la audición cuenta con unas membranas timpánicas. 
Los principales órganos internos del animal son los pulmones, el corazón, el estómago, el hígado, el intestino y la vejiga, además de la cloaca y de la cola que son órganos externos muy importantes, en el caso de la cola porque junto con las patas le ayuda a dirigirse mientras nada.

### Dimorfismo sexual

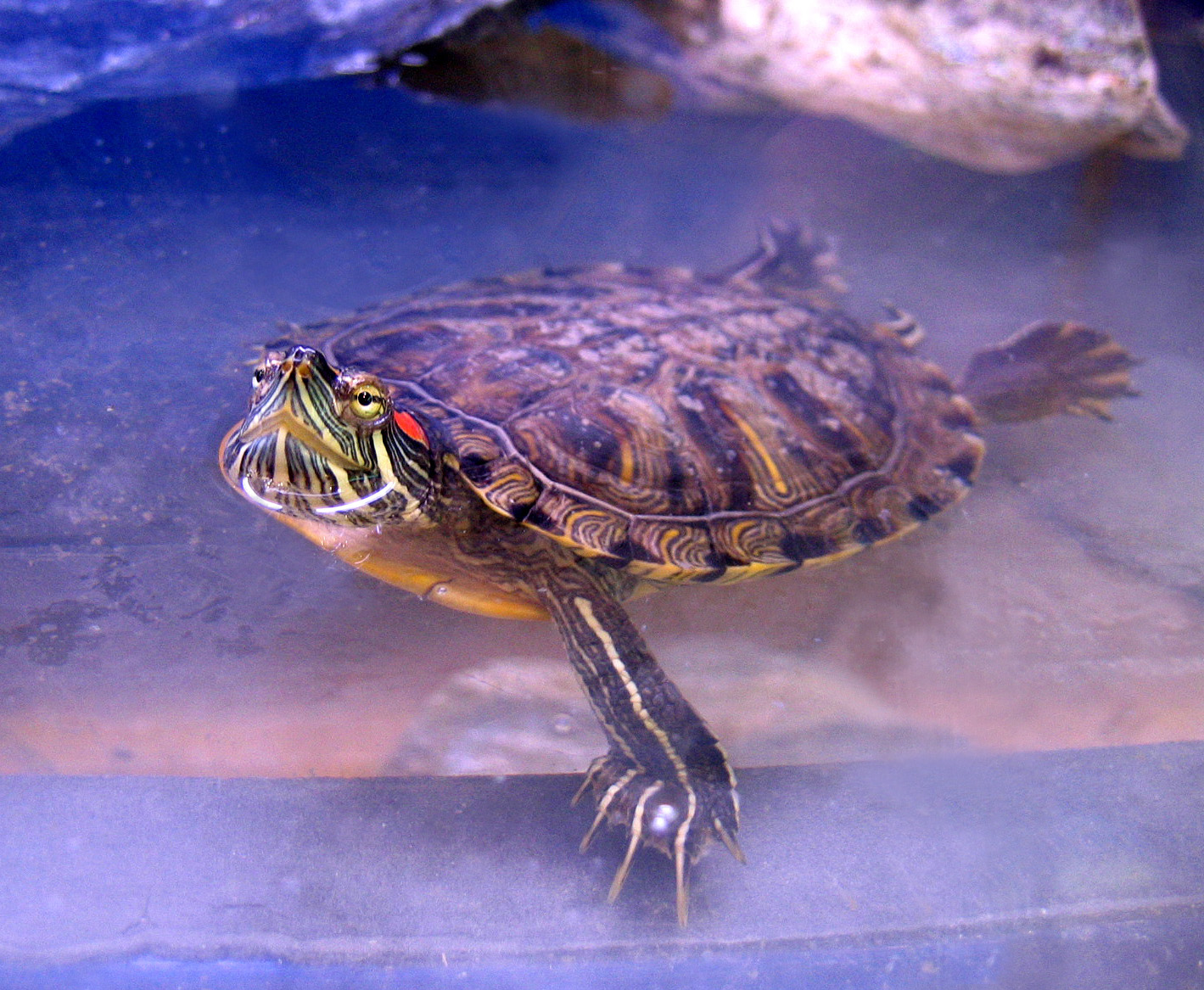
Tortuga de orejas rojas macho. Nótense las largas uñas de la pata delantera.

Esta especie no presenta dimorfismo sexual, esto quiere decir que el macho y la hembra no tienen características físicas distintas uno de otro. 
Cuando son jóvenes, todas las tortugas japonesas son prácticamente iguales independientemente de su sexo, por lo que es casi imposible determinarlo. Cuando pasan a ser adultas (en el caso de los machos cuando su caparazón mide unos 10 cm, y en el de las hembras, cuando mide unos 15), es mucho más fácil distinguir el género. Normalmente, el macho es más pequeño que la hembra, aunque este parámetro en ocasiones es difícil de aplicar ya que se podrían estar comparando individuos de diferentes edades. Los machos tienen las uñas de las patas delanteras mucho más largas que las de las hembras, lo que le ayuda a sujetarse mejor a ella durante el apareamiento y sirven durante la danza del cortejo. La cola del macho también es más gruesa y larga, y la cloaca, que se encuentra en la cola, está más alejada del cuerpo. La parte inferior del caparazón o plastrón del macho está ligeramente curvado hacia adentro, es decir, es cóncavo, mientras que el de la hembra es totalmente plano. Esto también le ayuda al macho durante el apareamiento para poder adaptarse mejor al caparazón de la hembra. También se dice que los machos tienen las manchas rojas más grandes y de un color más brillante. La apariencia de las hembras es prácticamente la misma durante toda su vida. 
Tanto macho como hembra alcanzan la madurez sexual a los cinco o seis años de edad pero si se crían en cautividad, no hibernan y se alimentan abundantemente, crecen con mayor rapidez que en la naturaleza y por lo que maduran antes, pero aun así deben pasar al menos unos años para que alcancen plena madurez.

## Distribución y hábitat
Las tortugas japonesas son originarias geográficamente del área que rodea al río Misisipi, llegando hasta el golfo de México. Se desarrollan en climas cálidos, particularmente en el cuadrante sudeste de los Estados Unidos. Tal área comprende desde el sureste de Colorado hasta Virginia y Florida. Habitan naturalmente en zonas donde haya alguna fuente de agua tranquila y templada. Estas zonas acuáticas pueden ser estanques, lagos, pantanos, riachuelos, arroyos o ríos con corrientes lentas. El área donde habitan es por lo general pacífica con alguna sección donde puedan salir del agua a descansar, como algunas rocas grandes o troncos, en donde se colocan para recibir buenas cantidades de rayos de sol. Es común que varias tortugas de orejas rojas se coloquen juntas para tomar el sol, incluso unas encimas de otras. Deben tener cerca abundante vegetación acuática, que es el componente principal de la dieta de los ejemplares adultos. Las tortugas salvajes siempre se mantendrán cerca de la fuente de agua donde habitan a menos que estén buscando una nueva o, en el caso de las hembras, que tengan que poner sus huevos en la época de reproducción.
El comercio como mascotas y el posterior abandono de ejemplares por parte de sus dueños ha expandido esta especie y se considera invasora fuera de su área de distribución natural. Causa impactos negativos en los ecosistemas que ocupa, principalmente por su voracidad y su carácter omnívoro que la convierten en depredador de numerosas especies de invertebrados y pequeños vertebrados así como plantas acuáticas, la capacidad de transmitir enfermedades y el desplazamiento de otras especies de Galápagos con los que comparten dieta y espacios de cría, como el galápago leproso o el galápago europeo en la península ibérica.

## Comportamiento

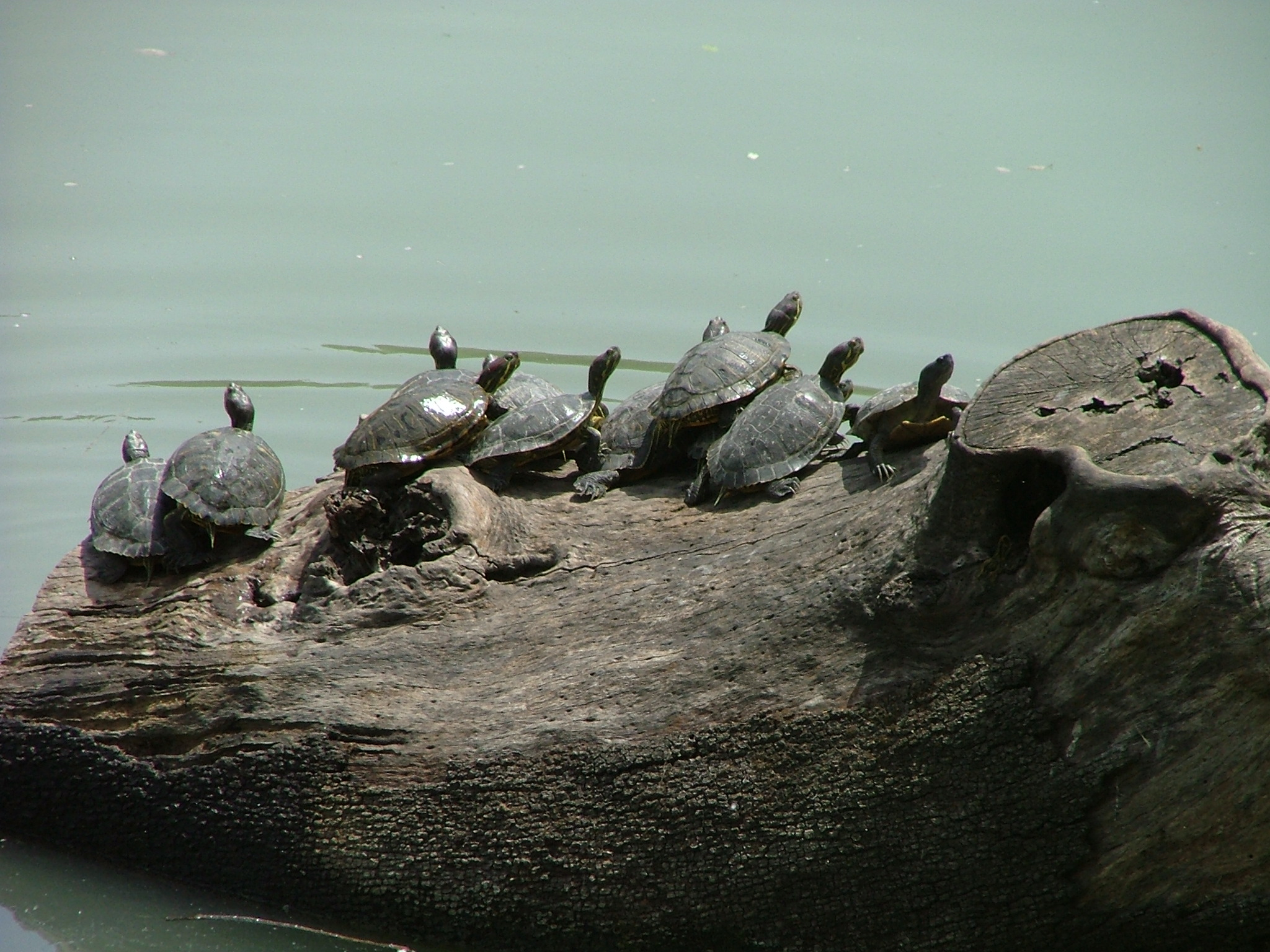
Las tortugas de orejas rojas deben tomar baños de sol constantemente para regular su temperatura.

Las tortugas de orejas rojas son casi completamente acuáticas, pero a veces dejan el agua para descansar y tomar el sol, ya que como son de sangre fría, necesitan tomar estos baños de sol para regular su temperatura.

### Hibernación
Las tortugas de orejas rojas pueden hibernar en el fondo de estanques o lagos poco profundos durante los meses de invierno. Durante esta época, con el frío, las tortugas entran en un estado de sopor denominado precisamente hibernación, durante el cual dejan de comer y defecar, prácticamente no se mueven y su frecuencia de respiración se reduce.

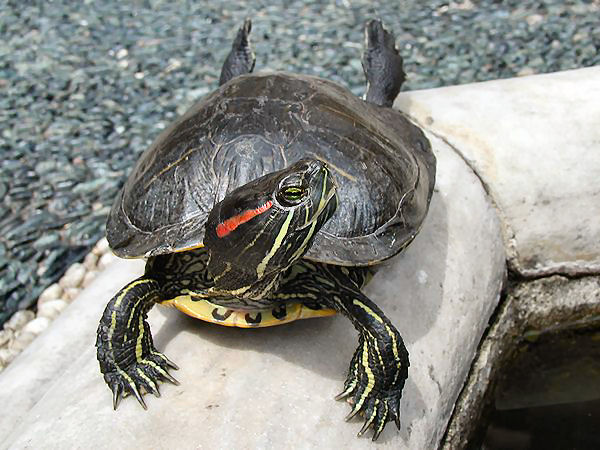
Una tortuga de orejas rojas tomando el sol. Al extender sus patas traseras absorbe calor más rápidamente.

### Reproducción
El cortejo y las actividades que conlleva el apareamiento ocurren entre marzo y julio, y se llevan a cabo bajo el agua. Durante el cortejo, el macho nada alrededor de la hembra y comienza a sacudir o batir sus extremidades delanteras frente a la cara de la hembra, aparentemente tratando de acariciarla. La hembra continuará nadando hacia el macho y si acepta su proposición, comenzarán el apareamiento. Si no acepta, puede hasta iniciar una pelea con el macho. El cortejo puede durar solo cuarenta y cinco minutos, pero el apareamiento en sí normalmente lleva tres horas.

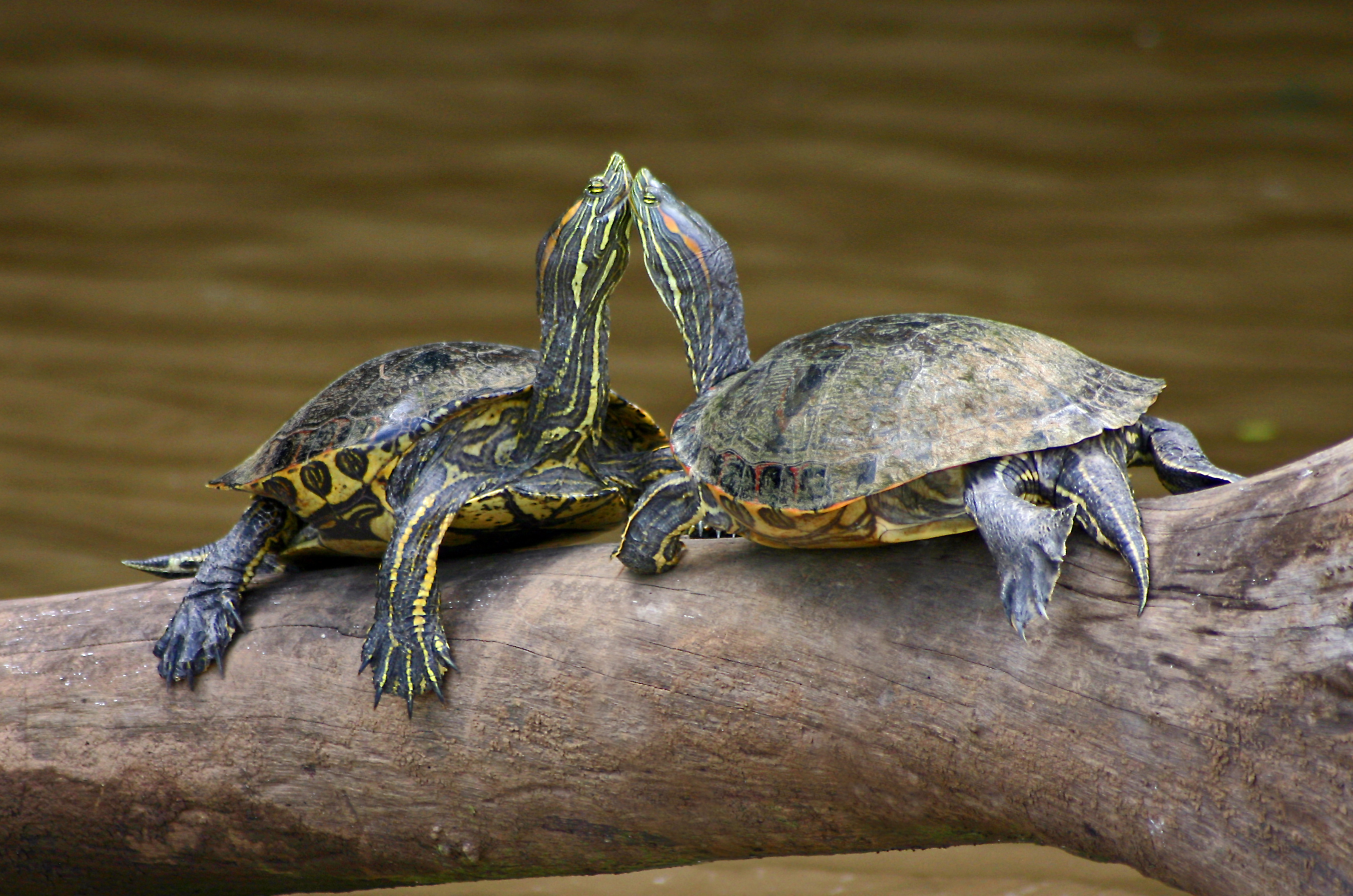
Pareja de tortugas de orejas rojas.

En ocasiones un macho aparentemente estará cortejando a otro macho. Esto en realidad es un signo de predominio y los machos pueden empezar a luchar. Las tortugas jóvenes pueden llevar a cabo la danza de cortejo, pero hasta que no cumplen los cinco años de edad no han madurado sexualmente y son incapaces de aparearse.
Después del apareamiento, la hembra pasará más tiempo tomando el sol con el fin de mantener calientes a los huevos. Puede presentar un cambio de dieta, comiendo únicamente ciertos alimentos o no comiendo tanto como normalmente haría. El periodo de gestación promedio es de dos meses, pero si la hembra no encuentra un lugar adecuado para colocar sus huevos, puede durar más. Una hembra puede poner de dos a veinte huevos. Además puede tener varias puestas en una misma temporada de apareamiento. Dependiendo de varios factores, cada puesta se distanciará de dos a cuatro semanas de las otras. Durante las dos últimas semanas de gestación, la hembra pasará menos tiempo en el agua, olfateando y escarbando en la tierra. Esto indica que está buscando un lugar apropiado para poner sus huevos. Para hacer el nido, la tortuga excavará cuidadosamente un hoyo en el sitio elegido con sus patas traseras y depositará ahí sus huevos.
Los huevos, que tienen una textura un tanto rugosa, nacerán de ochenta a ochenta y cinco días después de que fueron depositados. La tortuga abrirá el cascarón con el diente de huevo que se le cae una hora después de haber nacido y nunca vuelve a crecer. Si la tortuga no se siente segura, permanecerá dentro del cascarón después de abrirlo por uno o dos días más. Si son forzadas a salir del cascarón antes de que estén listas, regresarán a él si les es posible. Cuando decidan abandonar el cascarón, tendrán un pequeño saco pegado a su barriga.

## Especie invasora en Latinoamérica
Debido al comercio legal de mascotas, en argentina se ingresaron más de 5600 especímenes de tortugas exóticas de agua dulce entre 2000 y 2012  provenientes en su mayoría de Estados Unidos. Una de ellas es la tortuga de orejas rojas. La primera que se encontró en argentina fue un macho adulto en el arroyo Buñirigo Buenos Aires el 3 de noviembre de 2006, con un caparazón de 15cm, fue removido de su hábitat natural y se encuentra en la colección de reptiles del museo de La Plata. Hasta el día de hoy, se encontraron al menos 87 registros en Argentina de este tipo de tortuga. Estas se concentran mayormente en zonas verdes cerca de concentraciones de agua dulce cómo en la reserva ecológica de Buenos Aires y el lago de regatas.
En el caso de México y Venezuela la liberación de esta especie de tortugas ocasionó, en ambos casos, daños en los ecosistemas acuáticos, al desplazar a las tortugas nativas o reducir su abundancia por lo que podría tener consecuencias importantes en el funcionamiento de los ecosistemas. Estás  tortugas únicamente afectan a otros especímenes de tortugas que compartan hábitat no a otros animales. Es depredadora y competitiva y tienen una facilidad para reproducirse
En Venezuela, en el humedal principal del campus de la Universidad de Carabobo y en la isla central del terrario de caracas se observo que al introducir a Trachemys scripta elegans, la T.C. callirostris, T.C. chichiriviche, Rhinoclemmys diademata, Podocnemis vogli y Caiman crocodilus; la trachemys scripta siempre es la primera especie de estas en asentarse un espacio, adaptarse, encontrar y acceder alimento e impedir que otras especies circulen libremente. Esto se da gracias a la fácil adaptación y reproducción en el medio natural en donde sean liberados que gracias a su comportamiento depredador y competitivo los cuales generan una competencia por los recursos y zonas de anidamiento.